# Serriera
Serriera (in corso Serriera) è un comune francese di 112 abitanti situato nel dipartimento della Corsica del Sud nella regione della Corsica.
Il comune comprende una zona costiera con la spiaggia di Bussaglia.

## Società

### Evoluzione demografica
Abitanti censiti